# Argañín

Kaart

Argañín is een gemeente in de Spaanse provincie Zamora in de regio Castilië en León met een oppervlakte van 12,64 km². Argañín telt 77 inwoners (1 januari 2016).

## Demografische ontwikkeling
Bron: INE, 1857-2011: volkstellingen